# 毛里裘斯國家足球隊
毛里裘斯國家足球隊是毛里裘斯的國家足球代表隊，由毛里裘斯足球協會管理，現時屬於國際足協及非洲足協成員國之一。毛里裘斯曾經1次參加非洲國家盃，但小組賽出局，至今也未參加過世界盃決賽週。

## 世界盃成績
- 1930年 至 1970年 - 沒有參賽
- 1974年 - 未能晉級
- 1978年 至 1982年 - 沒有參賽
- 1986年 - 未能晉級
- 1990年 - 被國際足總禁止參賽
- 1994年 - 沒有參賽
- 1998年 至 2010年 - 未能晉級
- 2014年 - 在外圍賽開始前退出
- 2018年 - 未能晉級

## 非洲國家盃成績
- 1957年 至 1965年 - 不屬於非洲足球協會的一部分
- 1968年 至 1972年 - 未能晉級
- 1974年 - 小組賽
- 1976年 至 1986年 - 未能晉級
- 1988年 - 退出
- 1990年 至 2012年 - 未能晉級
- 2013年 - 沒有參賽
- 2015年 至 2023年 - 外圍賽出局